# クルーズ/ワグナー・プロダクションズ

クルーズ/ワグナー・プロダクションズのロゴマーク

クルーズ/ワグナー・プロダクションズ（Cruise/Wagner Productions）は、アメリカ合衆国の独立系の映画製作会社である。俳優のトム・クルーズと元キャスティング・エージェントのポーラ・ワグナーが設立した。

## 概要
クルーズ/ワグナーは、クルーズが出演するプロジェクトをより細かくコントロールし、利益の多くを確保するために設立された。1993年9月に設立されて以来、会社は興行収入29億ドル以上を上げている。
クルーズ/ワグナーは以前、パラマウント映画と独占契約を結んでいたが、2006年8月にパラマウントの親会社バイアコムのサムナー・レッドストーンは、クルーズの精神医学、抗うつ薬、ブルック・シールズの分娩後鬱病への対応に関するメディアでの発言とサイエントロジーとの関わりを理由に打ち切りを表明した。この契約終了は、他に金銭面での問題があった可能性が指摘されている。その約1週間後、シックス・フラッグスとワシントン・レッドスキンズを所有するダニエル・スナイダーと2つのヘッジファンドが資金援助をすることに決まった。
2006年11月、メトロ・ゴールドウィン・メイヤーはユナイテッド・アーティスツを再建するためにクルーズ/ワグナーに製作を任せた。この契約は、2008年8月にワグナーがスタジオを去ったときに解散した。

## 作品
- ミッション:インポッシブル Mission: Impossible（1996）
- ラスト・リミッツ 栄光なきアスリート Without Limits（1998）テレビ映画
- ミッション:インポッシブル2 Mission: Impossible II（2000）
- アザーズ The Others（2001）
- バニラ・スカイ Vanilla Sky（2001）
- NARC ナーク Narc（2002）
- Hitting It Hard（2002）
- マイノリティ・リポート Minority Report（2002）
- ニュースの天才 Shattered Glass（2003）
- ラスト サムライ The Last Samurai（2003）
- サスペクト・ゼロ Suspect Zero（2004）
- 宇宙戦争 War of the Worlds（2005）
- エリザベスタウン Elizabethtown（2005）
- Ask the Dust（2006）
- ミッション:インポッシブル3 Mission: Impossible III（2006）
- Winter Hill Gang（2007）
- 大いなる陰謀 Lions for Lambs（2007）
- アイズ The Eye（2008）
- The Few（2008）
- デス・レース Death Race（2008）
- ミッション:インポッシブル/ゴースト・プロトコル Mission: Impossible – Ghost Protocol（2011）